# Літтл-Рок (округ Белтрамі, Міннесота)
Літтл-Рок (англ. Little Rock) — переписна місцевість (CDP) в США, в окрузі Белтремі штату Міннесота. Населення — 1021 особа (2020).

## Географія
Літтл-Рок розташований за координатами 47°51′53″ пн. ш. 95°6′1″ зх. д. / 47.86472° пн. ш. 95.10028° зх. д. (47.864588, -95.100155).  За даними Бюро перепису населення США в 2010 році переписна місцевість мала площу 19,55 км², з яких 18,70 км² — суходіл та 0,86 км² — водойми.

## Демографія
Згідно з переписом 2010 року, у переписній місцевості мешкало 1208 осіб у 415 домогосподарствах у складі 242 родин. Густота населення становила 62 особи/км².  Було 432 помешкання (22/км²).
Расовий склад населення:
| - 98,5 % — корінних американців - 0,4 % — білих |

До двох чи більше рас належало 1,1 %. Частка іспаномовних становила 1,7 % від усіх жителів.
За віковим діапазоном населення розподілялося таким чином: 32,9 % — особи молодші 18 років, 58,6 % — особи у віці 18—64 років, 8,5 % — особи у віці 65 років та старші. Медіана віку мешканця становила 26,9 року. На 100 осіб жіночої статі у переписній місцевості припадало 91,7 чоловіків;  на 100 жінок у віці від 18 років та старших — 96,8 чоловіків також старших 18 років.
Середній дохід на одне домашнє господарство  становив 44 362 долари США (медіана — 37 361), а середній дохід на одну сім'ю — 49 588 доларів (медіана — 44 286). За межею бідності перебувало 11,9 % осіб, у тому числі 14,9 % дітей у віці до 18 років та 0,0 % осіб у віці 65 років та старших.
Цивільне працевлаштоване населення становило 414 особи. Основні галузі зайнятості: освіта, охорона здоров'я та соціальна допомога — 30,9 %, мистецтво, розваги та відпочинок — 23,9 %, публічна адміністрація — 13,0 %, фінанси, страхування та нерухомість — 12,8 %.